# Jalaluddin Haqqani
Mawlawi Jalaluddin Haqqani —en pastún: جلال الدين حقاني‎— (Paktiyā, Afganistán; 1939 - 3 de septiembre de 2018) fue un militar y terrorista afgano, fundador y líder de la Red Haqqani, un grupo insurgente que lucha en las guerra de guerrillas inicialmente contra las fuerzas de la OTAN dirigidas en EE. UU., y el actual gobierno de Afganistán. Se destacó como un muyahidín internacionalmente patrocinado en la década de 1980 durante la guerra de Afganistán, incluyendo la Operación Magistral. Para 2004, dirigió militares pro-talibanes para encabezar una guerra santa en Afganistán. Dentro de Pakistán, Jalaluddin tuvo una relación cordial con Pakistán, pero no actuó contra el Movimiento de los Talibanes Pakistaníes, y que a pesar de generar controversia, Pakistán lo vio como una ventaja estratégica que podía mediar entre las distintas facciones. Jalaluddin mantuvo un considerable popularidad local en las zonas fronterizas entre Afganistán y Pakistán, y fue el líder islamista más experimentado de la región. Steve Coll, autor de Ghost Wars, afirma que Haqqani introdujo el ataque suicida en la región fronteriza de los dos países anteriormente mencionados.
Hacia fines de junio de 2015, medios de comunicación reportaron que Haqqani había fallecido el año anterior. Estos informes fueron negados por los talibanes, y por algunos miembros de a familia de Haqqani. En septiembre de 2018 varios medios de prensa publican la muerte del Haqqani citando como referencia al portavoz de los talibanes Zabihullah Mujahid.

## Biografía

### Primeros años
Fue hijo de un acaudalado comerciante y terrateniente, quien trasladó a toda la familia hacia Sultankhel. Es de la etnia pastún de la tribu Zadran en Jost. Realizó estudios religiosos avanzados en el seminario Dar-al-'Ulam Haqqaniya Deobandi en 1964 y se graduó con un doctorado que le dio el estatus de mawlawi en Peshawar, Pakistán, en 1970. Tras el exilio del rey Zahir Shah y el ascenso del poder del Presidente Daud Khan en 1973, la situación política en Afganistán comenzó a cambiar lentamente. Varios partidos políticos como Partido Democrático Popular de Afganistán (PDPA) buscaban tomar el control del país. Haqqani fue uno de ellos, y luego de ser sospechoso de una conspiración en contra del gobierno, se exilió y se estableció en las cercanías de Miranshah, Pakistán. Desde allí, comenzó a organizar una revuelta en contra del gobierno de Khan en 1975. Tras la revolución de Saur en 1978 por el PDPA, Haqqani se unió al Hezb-i Islami, liderada por el Mawlawi Mohammad Yunus Khalis. Fue durante este período en el que Haqqani comenzó a construir una relación con la agencia de inteligencia pakistaní Inter-Services Intelligence (ISI).

### Comandante muyahidín
En la década de 1980, Jalaluddin Haqqani fue cultivado como un activo ''unilateral'' de la CIA y recibió decenas de miles de dólares en efectivo, por su trabajo en la lucha contra el ejército afgano bajo el apoyo soviético en el país, según en una cita del libro The Bin Ladens, publicado en 2008 por Steve Coll. Según se dice, Haqqani atrajo el apoyo generoso de ricos países árabes, en comparación con otros líderes muyahidínes. En aquel tiempo, Haqqani ayudó y protegió a Osama bin Laden, quién estaba construyendo su propia milicia para combatir contra el gobierno afgano, que estaba bajo el control de la Unión Soviética.
El influyente congresista estadounidense Charlie Wilson, quién ayudó a dirigir decenas de millones de dólares a los islamistas afganos, fue tan cercano con Haqqani que se refería a él como la "bondad personificada". Haqqani fue un aliado clave de los Estados Unidos y Pakistán, para el respaldo de la resistencia muyahidín ante el ejército soviético. Algunos medios noticiosos informan que Haqqani incluso recibió una invitación a la Casa Blanca por el presidente Ronald Reagan, a pesar de que las fotografías usadas para apoyar las afirmaciones de tal reunión, han generado dudas de que Haqqani haya viajado alguna vez hacia los Estados Unidos. (Las imágenes que intentaban confirmar el hecho, mostraban en realidad a Mohammad Yunus Khalis).
Durante el gobierno de Najibulá en 1991, Haqqani capturó la ciudad de Jost, el cual se convirtió en la primera ciudad comunista por parte de los yihadistas. Tras la caída de Kabul por las fuerzas muyahidínes en 1992, fue nombrado Ministro de Justicia del Estado Islámico de Afganistán, y se abstuvo a participar en el conflicto fratricida que estalló entre las facciones muyahidínes durante la década de 1990, cuya neutralidad le valió un nivel de respeto.

### Relaciones con los talibanes
Originalmente, Haqqani no era miembro del grupo talibán, pero cambió su lealtad hacia ellos en 1995, cuando estos habían tomado el control de Kabul. Entre 1996 y 1997, ejerció como comandante militar talibán en el norte de Kabul, y fue acusado de realizar una limpieza étnica contra la comunidad local tayika. Durante el régimen talibán, ejerció como Ministro de Fronteras y Asuntos Tribales, y gobernador de la provincia de Paktiyā.
En octubre de 2001, Haqqani fue nombrado comandante militar del régimen talibán. Pudo haber tenido un rol en acelerar la fuga de Osama bin Laden, luego de realizarse el atentado a las Torres Gemelas. Inicialmente, los estadounidense intentaron alejarlo de la influencia talibán. Rechazó sus ofertas con el argumento de que, como musulmán, estaba obligado a resistirse y verlos como ''infieles invasores'', tal como lo había hecho con los soviéticos en décadas pasadas. Con su base en Jost bajo constantes ataques aéreos estadounidenses, se cree que entre noviembre y diciembre de ese año cruzó la Línea Durand hacia la región de Waziristán, en Pakistán. Cuatro reclusos de Guantánamo -- Abib Sarajuddin, Khan Zaman, Gul Zaman y Mohammad Gul—fueron capturados y encarcelados por agentes de inteligencia estadounidenses, quienes recibieron un informe de que cada uno de los detenidos se habían hospedado con Haqqani, poco después de la caída de los talibanes. Tras consolidarse el gobierno de Hamid Karzai en diciembre de 2001, en el que participaron muchos ex-señores de la guerra, muyahidínes, entre otros, se decidió ofrecerle a Haqqani un puesto de gobierno, pero él rechazó la oferta.
En 2008, agentes de la CIA se enfrentaron a oficiales pakistaníes, luego de que afirmaran que la agencia Inter-Services Intelligence poseía vínculos con Haqqani, pero la ISI negó aquellas acusaciones. Un ataque aéreo realizado en 2008 hacia Haqqani, causó la muerte de entre 10 y 23 personas. El ataque de misiles estadounidenses fueron dirigidos hacia la residencia de Haqqani, en el pueblo de Dandi Darpa Khail en Waziristán del Norte y hacia una madrasa aledaña al lugar. La madrasa, sin embargo, estuvo cerrada, y Haqqani había abandonado previamente el área. Haqqani  ha sido acusado por los Estados Unidos de estar involucrado en el atentado a la embajada de la India en Kabul en 2008, y a las redadas de Kabul en febrero de 2009.

### Rol en la insurgencia talibán
El éxito de los combatientes muyahidínes en los dos años que duró la Guerra en Waziristán contra las fuerzas paramilitares pakistaníes, presionó al gobierno de que aceptara el Acuerdo de Waziristán de 2006. Tras ausencia de voluntad política para enfrentar a los militantes con unidades regulares del ejército pakistaní, se llegó a un alto al fuego (que permitió a los talibanes operar con impunidad en Waziristán, mientras cumplan con las leyes pakistaníes, y no emprendan incursiones en la vecina Afganistán). Los talibanes locales, iodentificados por algunos como el Emirato Islámico de Waziristán, parecen haberse fortalecido con el alto al fuego, así como por la liberación de algunos combatientes detenidos por el gobierno pakistaní, al comienzo de las hostilidades.
Haqqani, junto con su hijo mayor Sirajuddin, son comandantes de la Red Haqqani, el cual se presume que tiene su principal base en Waziristán, Pakistán. La red fue creada por fuerzas de resistencia que emprenden la yihad contra las fuerzas de la OTAN dirigidas por EE. UU. y la República Islámica de Afganistán. El 16 de octubre de 2011, las fuerzas afganas y de la OTAN lanzaron la "Operación filo del cuchillo" contra la Red Haqqani, en el sudeste de Afganistán. El Ministro de Defensa Afgano, Abdul Rahim Wardak, explicó que la operación "ayudará a eliminar a los insurgentes, antes de que ataquen en áreas, a lo largo de la conflictiva frontera". Tanto él como su hijo, Sirajuddin se les atribuyen de haber sido los primeros talibanes en aplicar la táctica iraquí de realizar ataque suicidas, y su red es acusada de secuestros, decapitaciones, femicidios y numerosos homicidios. George Gittoes, fabricante australiano de películas de idioma pastún en su Casa Amarilla en Jalalabad, dice que Haqqani, se ha hecho amigo de él, estaría listo para apoyar a Ashraf Ghani en las elecciones presidenciales de 2014.

## Vida privada
Hablaba fluidamente persa, árabe, urdu y su nativo pastún. Se sabe que tenía al menos siete hijos:
- Sirajuddin Haqqani: quién asumió el liderazgo de la Red Haqqani, sucediendo a su padre.
- Badruddin Haqqani: hermano menor de Sirajuddin. Fue un comandante de operaciones de la Red. Fue asesinado por un ataque de un drone, el 24 de agosto de 2012 en Waziristán del Norte.[45][46][47]
- Nasiruddin Haqqani: fue un financiero y emisario clave de la red. Cuando hijo de la esposa árabe de Jalaluddin, hablaba fluidamente árabe, y viajaba hacia Arabia Saudita y a los Emiratos Árabes Unidos para recaudar fondos.[48][49] Fue asesinado por asaltantes desconocidos en Bhara Kahu, en la zona este del territorio de la capital de Islamabad, Pakistán, el 11 de noviembre de 2013.[50]
- Mohammed Haqqani: hermano menor de Sirajuddin. Fue un comandante militar de la red, y fue asesinado por un ataque de un drone, el 18 de febrero de 2010 en Waziristán del Norte.[51][52]
- Omar Haqqani: hermano menor de Sirajuddin. Fue asesinado mientras lideraba las tropas de la red, por parte de militares estadounidenses, durante la operación de este último en la provincia de Josto, en julio de 2008.
- Aziz Haqqani: Hermano menor de Sirajuddin y miembro de alto mando de la red.[53]
- Anas Haqqani: Alto miembro de la red. Fue arrestado el 15 de octubre de 2014 por el ejército afgano, y condenado a muerte en 2016.[54]